# Saskatchewan Census Division No. 8
Die Census Division No. 8 ist eines von achtzehn Gebieten in der kanadischen Provinz Saskatchewan. Eine Census Division in Saskatchewan hat keine Verwaltungsfunktion wie in anderen kanadischen Provinzen, sie wurde zu statistischen Zwecken eingerichtet. Die Division No. 8 hat eine Fläche von 22.356,91 km² mit 30.840 Einwohnern und liegt im Südwesten der Provinz an der Grenze zu Alberta. 2011 betrug die Einwohnerzahl 29.962. Der größte Ort der Division ist Swift Current.

## Gemeinden
City
- Swift Current

Towns
- Burstall
- Cabri
- Eatonia
- Elrose
- Eston
- Gull Lake
- Kyle
- Leader

Villages
- Abbey
- Fox Valley
- Golden Prairie
- Hazlet
- Lancer
- Mendham
- Pennant
- Prelate
- Richmound
- Sceptre
- Stewart Valley
- Success
- Tompkins
- Webb

Hamlets
- Cuthbert
- Forgan
- Gascoigne
- Glidden
- Greenan
- Gunnworth
- Horseham
- Hughton
- Isham
- Laporte
- Lille
- Madison
- Nadeauville
- Richlea
- Roadene
- Rosengart
- Roseray
- Schantzenfeld
- Schoenfeld
- Schoenwiese
- Snipe Lake
- Surprise
- Tunstall
- Tyner
- Verlo
- White Bear
- Wymark

Special Service Areas
- Mantario
- Shackleton

Unbewohnt
- Eyre

## Gemeindefreie Gebiete
- Beverly
- Cantuar
- Forgan
- Isham
- Lacadena
- Lemsford
- Madison
- Penkill
- Plato
- Portreeve
- Sanctuary
- Wartime

## Rural Municipalities
- RM Swift Current No. 137
- RM Webb No. 138
- RM Gull Lake No. 139
- RM Big Stick No. 141
- RM Enterprise No. 142
- RM Saskatchewan Landing No. 167
- RM Riverside No. 168
- RM Pittville No. 169
- RM Fox Valley No. 171
- RM Lacadena No. 228
- RM Miry Creek No. 229
- RM Clinworth No. 230
- RM Happyland No. 231
- RM Deer Forks No. 232
- RM Monet No. 257
- RM Snipe Lake No. 259
- RM Newcombe No. 260
- RM Chesterfield No. 261